# Hubert Hahne

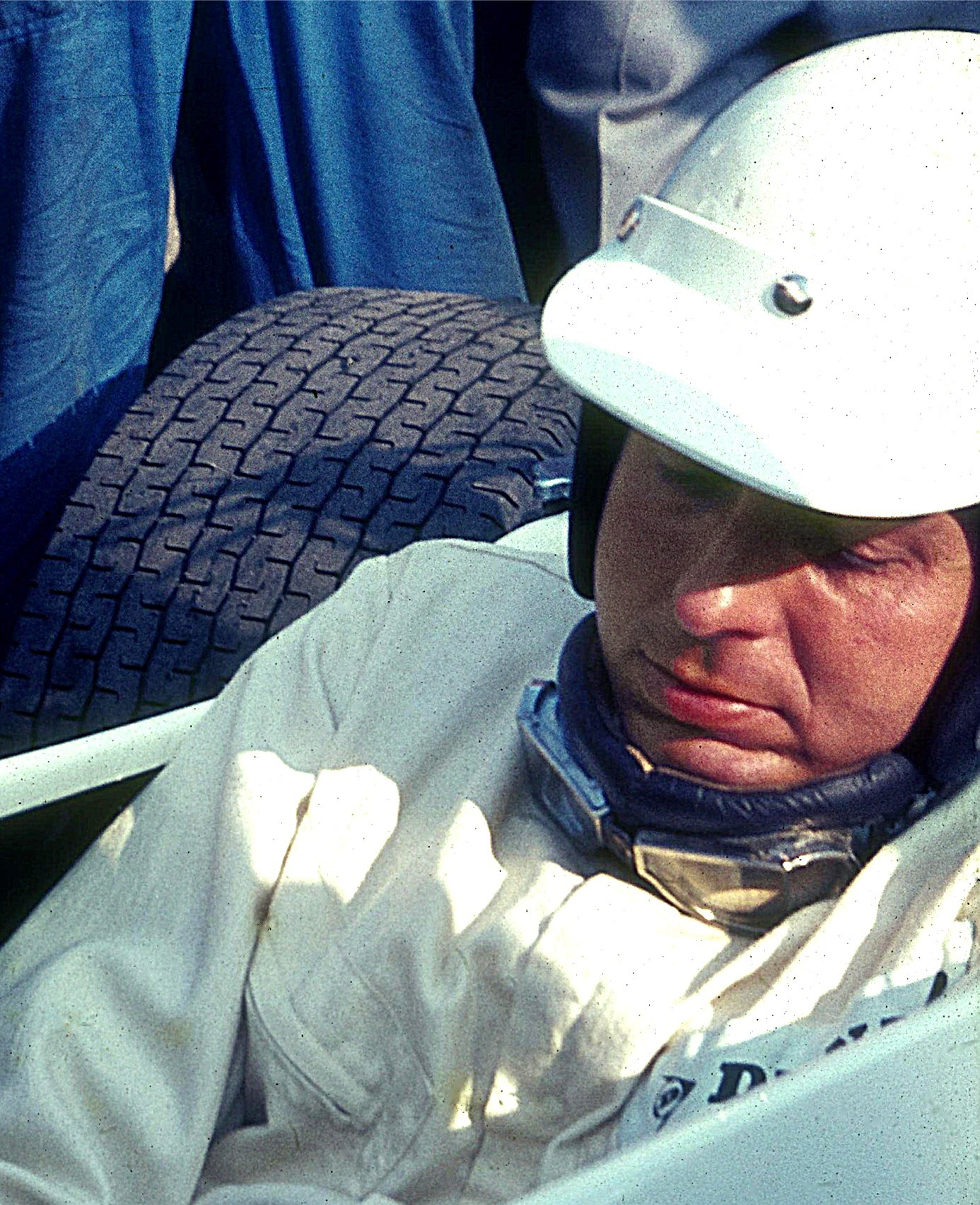
Hubert Hahne

Hubert Hahne (Moers, 28 maart 1935 - Düsseldorf, 24 april 2019) was een Formule 1-coureur uit Duitsland. Hij reed 3 Grands Prix; de Grand Prix van Duitsland van 1967, 1968 (beide team Lola) en 1970 (team March Engineering)
Hahne was (niet zolang) gehuwd met de Duitse actrice Diana Körner. Daarna verhuisde hij naar Italië.
Hij overleed op 84-jarige leeftijd.